# Gieczno
Gieczno is een plaats in het Poolse district  Zgierski, woiwodschap Łódź. De plaats maakt deel uit van de gemeente Zgierz en telt 270 inwoners.